# 燕欽融
燕钦融（7世纪—710年），唐朝官员，洛州偃师县（今河南省偃师市）人。
唐中宗景龙末年，为许州司户参军。景龙四年（710年）五月，燕钦融多次上书弹劾韦后。韦后大怒，劝中宗召燕钦融廷见，将他扑杀。宗楚客令飞骑将他扔在殿庭石上，燕钦融折颈而死。唐中宗虽不追问，但表现不快。韦后和她的党羽忧惧，不久进毒害死中宗。唐睿宗即位，追赠谏议大夫，备礼改葬，特授一子官。